# Juan (mono)
Juan fue un mono caí oriundo de la provincia de Misiones en Argentina, que el 23 de diciembre de 1969 fue enviado en un vuelo suborbital al espacio exterior desde el Centro de Experimentación y Lanzamiento de Proyectiles Autopropulsados, ubicado en el departamento Chamical, en La Rioja, en el marco del Proyecto BIO de la Comisión Nacional de Investigaciones Espaciales.
Es considerado por algunos como el primer astronauta argentino (aunque con anterioridad volaron algunos roedores, entre ellos el ratón Belisario y la rata Dalila). Sin embargo, al alcanzar cerca de 90 km de altura solo hizo un vuelo a la mesosfera, ya que internacionalmente se considera que el límite entre la atmósfera y el espacio se encuentra a los 100 kilómetros de altura.
Su historia fue relatada en una película argentina, Juan, el primer astronauta argentino, dirigida por Diego Julio Ludueña. Su viaje fue único en América Latina.

## Antecedentes
En 1969 Argentina estaba desarrollando desde hacía varios años una política espacial que avanzaba de forma lenta pero firme. A comienzos de 1967 había logrado un lanzamiento propulsado de baja altura (2300 metros) teniendo como pasajero al ratón Belisario y buscaba seguir perfeccionando sus cohetes, con el objetivo de desarrollar una forma directa y autónoma para poner satélites en órbita. A largo plazo también se consideraba realizar vuelos con humanos.
Para profundizar en esa dirección, se decidió enviar un mono al espacio, monitorear sus signos vitales durante el vuelo y traerlo de nuevo con vida. A tal efecto, la Gendarmería Nacional capturó un mono caí en Misiones. Pesaba 1,4 kg y medía 30 cm.
Juan, tal el nombre con el que fue llamado, viajaría a bordo del Canopus II, un cohete sonda de unos cuatro metros de largo y 50 kg de carga útil, desarrollado en Argentina.

## Preparativos

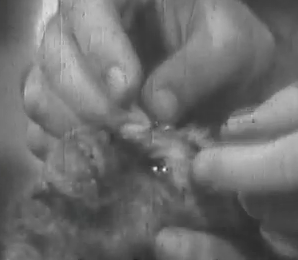
Un veterinario le pone Juan un sensor fisiológico justo antes del despegue.

Pocos meses antes el Apolo 11 había llegado a la Luna. El viaje del mono Juan fue un gran hito para Argentina, ya que para ese entonces solo Estados Unidos, la URSS y Francia habían logrado enviar seres vivos al espacio. Un dato no menor es que, de los veinte monos que habían viajado al espacio lanzados por naves de distintos países hasta entonces, solo la mitad habían regresado con vida.
El equipo del Proyecto BIO tenía como principal objetivo monitorear los signos vitales de Juan en tiempo real durante el vuelo y regresarlo con vida a la superficie. Para lograr el primer objetivo se conectaron varios nodos al cuerpo del animal, cuya información era transmitida al Centro de Experimentación de la Comisión Nacional de Investigaciones Espaciales mediante un sistema telemétrico desarrollado especialmente para esta misión, que luego sería utilizado en aviones de la Fuerza Aérea Argentina para monitorear el estado de los pilotos.
Juan viajó sedado, para mantenerlo quieto pero consciente. Estaba cubierto por un chaleco impermeable y sentado en un asiento diseñado especialmente para reducir los efectos de la aceleración sobre el cuerpo del animal, ya que lo recostaba de una manera tal que las mismas entraban de forma transversal al cuerpo. De no haberse hecho esto, la vida del mono habría corrido peligro.
Este asiento, a su vez, estaba dentro de una cápsula llamada Amanecer que se encontraba ubicada en la punta del cohete Canopus II, que ya había realizado dos vuelos de prueba. Adicionalmente, la cápsula estaba presurizada y contaba con una reserva de oxígeno de entre 15 y 20 minutos.

No me voy a olvidar nunca cuando miré a Juan por la escotilla antes de despegar. Le daba el reflejo del sol. «¡Qué lindo si te pudiera volver a ver!», le dije.
Luis Cueto, ingeniero del Proyecto BIO.

## El vuelo espacial

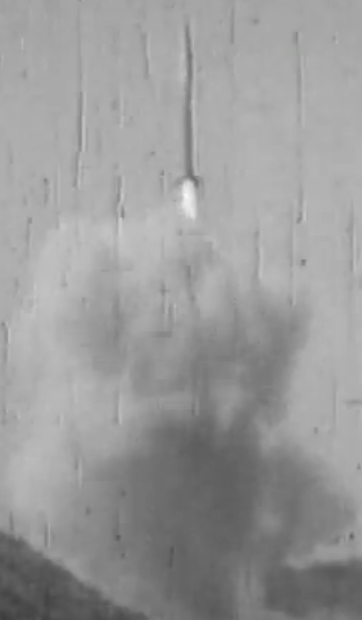
Despegue del Canopus II con Juan en su interior.

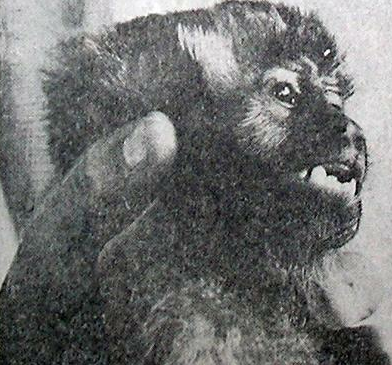
Juan el día del vuelo espacial.

El cohete despegó el 23 de diciembre de 1969 desde el Centro de Experimentación de la ciudad de Chamical. La base espacial se encuentra en este lugar debido a que es una llanura desértica ubicada a más de 450 m sobre el nivel del mar donde suele haber un cielo despejado.
Durante los primeros cinco minutos, alcanzó una altitud superior a los 7 km, tras lo cual se apagaron sus motores y continuó ascendiendo por inercia varios kilómetros. Para este momento, el medidor ubicado en la ojiva registraba una temperatura de 800 °C. Sin embargo, la temperatura dentro de la cápsula nunca superó los 25 °C.
A medida que ascendía, la trayectoria del cohete trazó una parábola, ya que se trataba de un vuelo suborbital (escapaba de la atmósfera pero no entraba en órbita como un satélite). Durante su apogeo alcanzó una altura de 82 kilómetros. La estratósfera termina a los 50 km y ningún avión comercial vuela por encima de los 15 km.
Una vez alcanzado el punto de mayor altura, el motor se separó de la carga útil y cayó a tierra, mientras que el resto del cohete desplegó unos frenos aerodinámicos para mantener la estabilidad y comenzar a descender lentamente hacia la superficie. Como su nombre lo indica, estos frenos permitían reducir la velocidad (cosa necesaria antes de desplegar el paracaídas) sin perder sustentación.
El funcionamiento de dicho mecanismo consistía en desplegar varias aletas en la parte inferior (superior desde el punto de vista de la caída) de la carga útil formando una forma similar a los pétalos de una flor abriéndose. Este diseño, inspirado en el eucalipto, resultó muy eficiente, ya que no solo redujo la velocidad sino que eliminó la parábola, permitiendo una caída en 90 grados, ideal para que, una vez enderezado el artefacto, se desplegara un pequeño paracaídas.
Hasta ese momento, Juan seguía respirando con el oxígeno de la cápsula presurizada y los instrumentos no indicaban ninguna alteración en su salud. Una vez alcanzada una velocidad de 108 km/h a una altitud de 3000 m, se abrió una escotilla y una turbina comenzó a ventilar el interior del habitáculo del mono. De esa manera, Juan volvía a respirar aire natural sin depender de la reserva de oxígeno. Inmediatamente después de esto, se desplegaron otros dos paracaídas más grandes que el primero y comenzó el suave aterrizaje.
El principal temor de los miembros de la operación era que la nave cayera en una zona con agua y que la turbina de ventilación comenzara a inundar el habitáculo. Sin embargo, esto era poco probable debido a la topografía de la zona, y el aterrizaje finalmente se produjo en la salina La Antigua, a 60 km de Chamical.

## Después del viaje
Una vez localizado el cohete, fue trasladado a la base de operaciones, donde fue desarmado ante la expectativa de todos. Cuando se abrió la escotilla se encontraron con Juan en perfecto estado de salud, quien miraba a todos y movía las manos muy lentamente, en parte debido a los efectos del sedante y también por el nerviosismo producto del viaje. El operario que lo había sacado alzó en sus manos el pequeño asiento, mostrando a Juan al resto de los presentes. Todo el vertiginoso viaje duró en total 15 minutos.
Luego del viaje, vivió más de dos años en el zoológico de la ciudad de Córdoba como su principal atracción. Su historia fue relatada en el documental Juan , el primer astronauta argentino de Diego Julio Ludueña.